# Ivan Ukhov
Pour les articles homonymes, voir Oukhov.
Ivan Ukhov (en russe : Ива́н Сергее́вич У́хов, Ivan Sergueïevitch Oukhov), né le 4 avril 1986 à Sverdlovsk, est un athlète russe spécialiste du saut en hauteur, champion du monde en salle en 2010 (puis champion olympique en 2012, disqualifié en 2019).

## Biographie

### Débuts
Il débute l'athlétisme par le lancer du disque avant de se consacrer au saut en hauteur à partir de la saison 2004. Il participe aux Championnats du monde juniors 2004 de Grosseto où il échoue en qualifications avec un bond à 2,10 m. Auteur d'un record personnel à 2,15 m, il établit la marque de 2,29 m en début d'année 2005 lors de la réunion de Iekaterinbourg. Le 4 juillet 2005 à Toula, Ivan Ukhov efface une barre à 2,30 m lors des Championnats de Russie juniors, avant de remporter dix jours plus tard la médaille d'or des Championnats d'Europe juniors (2,23 m). 
En février 2006, Ivan Ukhov améliore son record personnel en salle en franchissant 2,37 m lors du meeting d'Arnstadt, puis réalise 2,33 m en plein air, en juin à Langen, signant là aussi un nouveau record personnel. Il participe aux Championnats d'Europe de Göteborg mais ne parvient à franchir la hauteur de 2,24 m. Il termine douzième et avant-dernier de la finale. Le 28 janvier 2007, Ukhov établit un nouveau record de Russie en salle en effaçant la barre de 2,39 m lors du meeting en salle de Moscou.

### Incident à Lausanne (2008)
Invité au meeting Athletissima de Lausanne, en septembre 2008, Ivan Ukhov échoue à trois reprises dès son entrée dans le concours, sans effectuer le moindre saut et en se jetant directement sur le matelas de réception. Selon les organisateurs, l'athlète russe s'est présenté au concours après avoir absorbé un mélange de vodka et de boisson énergisante la nuit précédant la compétition. Averti par la Fédération internationale d'athlétisme pour avoir concouru sous l'influence d'alcool, le Russe met fin à la polémique en décidant de rembourser les primes d'engagement auprès des organisateurs suisses du meeting. Sur le plan sportif, Ukhov ne parvient pas à se qualifier pour les Jeux olympiques de Pékin et conclut l'année 2008 avec un meilleur saut à 2,30 m. 

### De l'élite nationale à l'élite européenne
Le 25 février 2009, lors du meeting en salle d'Athènes, Ivan Ukhov améliore le record national de Russie et établit la meilleure performance mondiale de l'année en franchissant la hauteur de 2,40 m à son premier essai, ce saut constitue par ailleurs la quatrième meilleure marque mondiale de tous les temps lors d'une compétition en salle. Le 7 mars à Turin, il devient champion d'Europe en salle avec un saut à 2,32 m, devançant notamment le Chypriote Kyriakos Ioannou et le Russe Aleksey Dmitrik. Durant la saison en plein air, Ukhov porte son record personnel à 2,34 m lors de la réunion de Castellón de la Plana, avant de réaliser 2,35 m le 25 juillet à Tcheboksary en finale des Championnats de Russie, devançant pour le titre son compatriote Yaroslav Rybakov. Figurant parmi les favoris des Championnats du monde de Berlin, il ne prend que la dixième place du concours avec un saut à 2,23 m.

### Champion du monde en salle (2010)

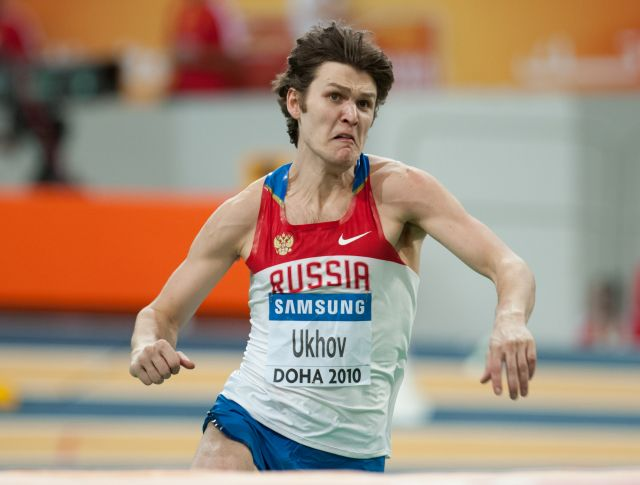
Ivan Ukhov remporte les championnats du monde en salle 2010.

Il obtient le meilleur résultat de sa carrière en début de saison 2010 en s'adjugeant le titre des Championnats du monde en salle de Doha, au Qatar. Il y franchit la hauteur de 2,36 m à son premier essai et devance Yaroslav Rybakov de cinq centimètres. Vainqueur du meeting de Lausanne avec 2,33 m, il remporte le meeting Herculis de Monaco, autre épreuve de la Ligue de diamant 2010, en réalisant la meilleure performance mondiale de l'année avec 2,34 m. Lors des Championnats d'Europe de Barcelone, Ivan Ukhov réalise 2,31 m mais s'incline de deux centimètres face à son compatriote Aleksandr Shustov. Il obtient néanmoins le premier podium de sa carrière dans cette compétition. Sa victoire au meeting de Zurich, le 19 août, lui assure la première place du classement général de la Ligue de diamant 2010, devant l'Américain Jesse Williams. Le 12 septembre 2010 à Opole, le Russe établit la meilleure performance de l'année avec 2,36 m, améliorant d'un centimètre son record personnel en plein air établi en 2009.

### Saison 2011
En début de saison 2011, Ivan Ukhov franchit 2,38 m à son premier essai, meilleure performance mondiale de l'année au saut en hauteur, lors du meeting en salle de Hustopeče, en République tchèque, puis échoue par trois fois dans sa tentative du record du monde à 2,45 m. Une dizaine de jours plus tard, il égale cette marque de 2,38 m lors de la réunion de Banská Bystrica, en Slovaquie. Il conserve son titre continental à l'occasion des Championnats d'Europe en salle de Paris-Bercy, en mars 2011. Il remporte le concours après avoir franchi la hauteur de 2,38 m à son premier essai, devançant de quatre centimètres Jaroslav Bába et Aleksandr Shustov. Pour la troisième fois de l'année, il s'attaque au record du monde de 2,45 m détenu par le Cubain Javier Sotomayor, mais échoue par trois fois dans sa tentative.

### Titre olympique (2012)

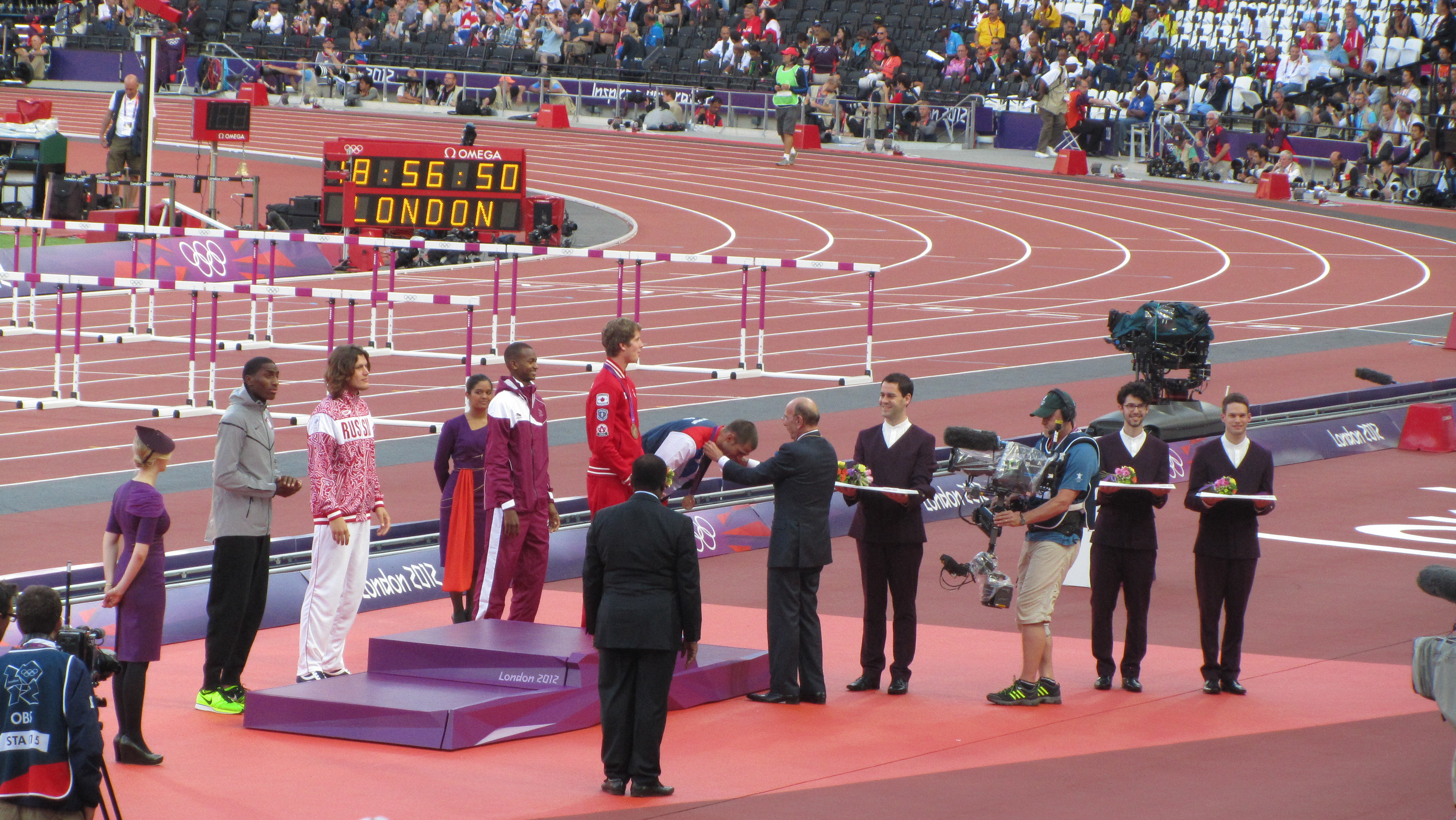
Podium des Jeux olympiques de 2012.

Le 4 juillet 2012, lors des championnats de Russie, dans sa ville natale, Ivan Ukhov efface une barre a 2,39 m qui lui permet de devenir champion de Russie du saut en hauteur en extérieur. Il devance Andrey Silnov (2,37 m) et Aleksandr Shustov (2,35 m) qui l'accompagneront à Londres. Aux Jeux olympiques, il remporte la médaille d'or avec un saut à 2,38 m réalisé à sa première tentative. Fait rare, Ivan Ukhov perd son tshirt de l'équipe nationale juste avant son saut à 2,33 m (quelqu'un d'éliminé a dû lui prendre par erreur en rangeant ses affaires) et Silnov lui a prêté le sien pour permettre à Ukhov de continuer son concours. Il sera finalement disqualifié en février 2019 pour dopage et le titre revient à l'américain Erik Kynard.

### 2,42m: record d'Europe égalé (2014)
Le 25 février 2014, à Prague, Ivan Ukhov franchit une barre à 2,42 m et réalise à cette occasion la deuxième meilleure performance de tous les temps, à un centimètre du record du monde en salle du Cubain Javier Sotomayor. Le Russe égale par ailleurs le record d'Europe du Suédois Patrik Sjöberg et le record d'Europe en salle de l'Allemand Carlo Thränhardt. Il participe en mars aux championnats du monde en salle de Sopot, en Pologne. Il y remporte la médaille d'argent, derrière le Qatarien Mutaz Essa Barshim, avec un saut à 2,38 m. 
Début mai, au cours du Qatar Athletic Super Grand Prix de Doha, Ukhov efface une barre à 2,41 m à son premier essai et améliore de deux centimètres son record personnel établi en 2012. Il devient à cette occasion le troisième meilleur performeur de tous les temps en plein air, derrière Javier Sotomayor (2,45 m) et Patrik Sjöberg (2,42 m), à égalité avec Igor Paklin et Bohdan Bondarenko.

### Depuis 2016
En 2016, il change de coach, quittant Sergey Klyugin pour Vladimir Plekhanov, également nouvel entraineur d'Anna Chicherova. Malgré la suspension de la Russie de toute compétition internationale, Ivan Ukhov se fait remarquer dès le début de la saison hivernale 2017 en établissant une meilleure performance mondiale de l'année à 2,35 m à Iekaterinbourg. Il confirme la semaine suivante avec un saut à 2,30 m avant d'échouer à 2,36 m.
Le 2 février 2019, le Tribunal arbitral du sport annonce la suspension pour 4 ans d'Ukhov, à compter du 1er février 2019, dans l'affaire du dopage d'État en Russie ainsi que l'annulation de tous ses résultats obtenus entre le 16 juillet 2012 et le 28 juillet 2015, annulant ainsi son titre olympique,.

## Technique de saut
À la différence de tous les autres sauteurs en hauteur (et d'ailleurs le seul cas dans l'histoire de cette discipline), Ivan Ukhov saute avec des pointes de sprint et non de saut car aucune ne lui convienne aux pieds.

## Vie privée
Ivan Ukhov a été marié avec sa compagne Polina. Ensemble, ils ont une fille, Melania, née en 2010. Après le divorce avec Polina, il se remarie avec la sauteuse en hauteur Irina Gordeyeva : ils ont une fille née en 2014.

## Palmarès

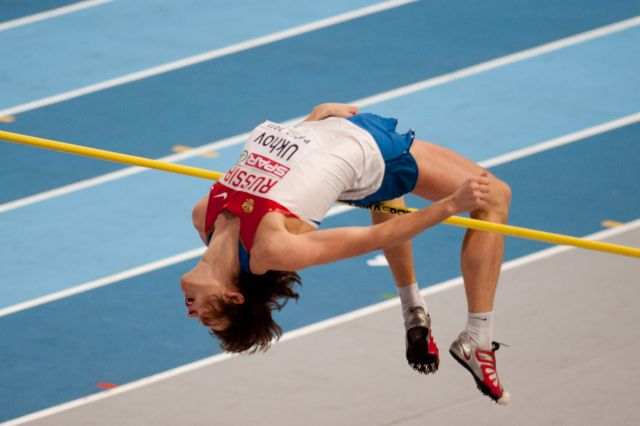
Ivan Ukhov en 2011.

| Date | Compétition                    | Lieu             | Résultat | Marque  |
| ---- | ------------------------------ | ---------------- | -------- | ------- |
| 2004 | Championnats du monde juniors  | Grosseto         | 13e      | 2,10 m  |
| 2005 | Championnats d'Europe juniors  | Kaunas           | 1er      | 2,23 m  |
| 2005 | Universiade                    | Izmir            | 4e       | 2,23 m  |
| 2006 | Championnats d'Europe          | Göteborg         | 12e      | 2,20 m  |
| 2006 | Finale mondiale                | Stuttgart        | 5e       | 2,25 m  |
| 2006 | DécaNation                     | Paris            | 3e       | 2,22 m  |
| 2009 | Championnats d'Europe en salle | Turin            | 1er      | 2,32 m  |
| 2009 | Championnats du monde          | Berlin           | 10e      | 2,23 m  |
| 2009 | Finale mondiale                | Thessalonique    | 5e       | 2,26 m  |
| 2010 | Championnats du monde en salle | Doha             | 1er      | 2,36 m  |
| 2010 | Championnat d'Europe           | Barcelone        | 2e       | 2,31 m  |
| 2010 | Ligue de diamant               | Ligue de diamant | 1er      | détails |
| 2011 | Championnats d'Europe en salle | Paris            | 1er      | 2,38 m  |
| 2011 | Championnats du monde          | Daegu            | 5e       | 2,32 m  |
| 2011 | Ligue de diamant               | Ligue de diamant | 4e       | détails |
| 2012 | Championnats du monde en salle | Istanbul         | 3e       | 2,31 m  |
| 2012 | Jeux olympiques                | Londres          | —        | DQ      |
| 2012 | Ligue de diamant               | Ligue de diamant | DQ       | détails |
| 2013 | Universiade                    | Kazan            | —        | DQ      |
| 2013 | Championnats du monde          | Moscou           | —        | DQ      |
| 2014 | Championnats du monde en salle | Sopot            | —        | DQ      |
| 2014 | Championnats d'Europe          | Zurich           | —        | DQ      |
| 2014 | Ligue de diamant               | Ligue de diamant | DQ       | détails |
| 2014 | Coupe continentale             | Marrakech        | —        | DQ      |
| 2015 | Championnats du monde          | Pékin            | —        | DQ      |

## Records

### Records personnels
| Épreuve         | Épreuve      | Performance | Lieu        | Date            |
| --------------- | ------------ | ----------- | ----------- | --------------- |
| Saut en hauteur | En plein air | 2,39 m (NR) | Tcheboksary | 5 juillet 2012  |
| Saut en hauteur | En salle     | 2,40 m (NR) | Athènes     | 25 février 2009 |

### Meilleures performances de l'année
| Année | Hauteur | Date              | Lieu        | Rang |
| ----- | ------- | ----------------- | ----------- | ---- |
| 2004  | 2,10 m  | 13 juillet 2004   | Grosseto    | -    |
| 2005  | 2,30 m  | 4 juillet 2005    | Toula       | -    |
| 2006  | 2,33 m  | 25 juin 2006      | Langen      | 3    |
| 2007  | 2,20 m  | 17 juin 2007      | Varsovie    | -    |
| 2008  | 2,34 m  | 3 juillet 2008    | Paris       | 5    |
| 2009  | 2,35 m  | 25 juillet 2009   | Tcheboksary | 1    |
| 2010  | 2,36 m  | 12 septembre 2010 | Opole       | 1    |
| 2011  | 2,34 m  | 29 juillet 2011   | Stockholm   | 7    |
| 2012  | 2,39 m  | 5 juillet 2012    | Tcheboksary | 1    |
| 2013  | 2,35 m  | 5 août 2013       | Moscou      | 5    |
| 2014  | 2,41 m  | 9 mai 2014        | Doha        | 3    |
| 2015  | 2,32 m  | 30 mai 2015       | Eugene      | 12   |
| 2016  | 2,35 m  | 28 juillet 2016   | Moscou      | 7    |
| 2017  | 2,32 m  | 10 juin 2017      | Yerino      |      |

| Année | Hauteur | Date            | Lieu            | Rang |
| ----- | ------- | --------------- | --------------- | ---- |
| 2004  | 2,15 m  | 28 février 2004 | Minsk           | -    |
| 2005  | 2,29 m  | 7 janvier 2005  | Iekaterinbourg  | -    |
| 2006  | 2,37 m  | 4 février 2006  | Arnstadt        | 2    |
| 2007  | 2,39 m  | 28 janvier 2007 | Moscou          | 1    |
| 2008  | 2,36 m  | 19 janvier 2008 | Hustopeče       | 4    |
| 2009  | 2,40 m  | 25 février 2009 | Le Pirée        | 1    |
| 2010  | 2,38 m  | 4 mars 2010     | Banská Bystrica | 1    |
| 2011  | 2,38 m  | 5 mars 2011     | Paris           | 1    |
| 2012  | 2,34 m  | 23 février 2012 | Moscou          | 4    |
| 2013  | 2,30 m  | 26 janvier 2013 | Hustopeče       | 11   |
| 2014  | 2,42 m  | 25 février 2014 | Prague          | 1    |
| 2015  | 2,31 m  | 4 février 2015  | Banská Bystrica | 7    |
| 2016  | —       | —               | —               | —    |
| 2017  | 2,32 m  | 20 février 2017 | Moscou          | 3    |